# The Hendre
The Hendre – wiktoriańska rezydencja w Monmouthshire, zbudowana dla Johna Rollsa i rozbudowana przez jego prawnuka, również Johna, ojca konstruktora samochodów, Charlesa.
Rezydencję wzniesiono dla Johna Rollsa (1776–1837). Następnie, w latach 1837–41, została ona znacząco rozbudowana pod kierunkiem architekta, Thomasa Wyatta, który zaprojektował również rozległy park. Za czasów Johna Rollsa, ojca Charlesa, dokonano jeszcze dwóch przebudów, którymi kierowali kolejno Henry Pope, i sir Aston Webb.
W listopadzie 1900 w rezydencji gościli książę i księżna Yorku, późniejszy brytyjski król Jerzy V, których Charles Rolls zabrał na wycieczkę samochodową.
Potomkowie Johna Rollsa żyli w rezydencji do lat 80. XX wieku, obecnie znajduje się tu siedziba klubu golfowego.